# ميقونة جميلة الأوراق
ميقونة جميلة الأوراق (الاسم العلمي:Mucuna calophylla) هي نوع من النباتات تتبع جنس الميقونة من الفصيلة البقولية.